# Andrena flexa
Andrena flexa är en biart som beskrevs av Malloch 1917. Andrena flexa ingår i släktet sandbin, och familjen grävbin. Inga underarter finns listade i Catalogue of Life.